# استفن
استفن (انگلیسی: Stephens Inc.) شرکت خدمات مالی آمریکایی است، که در سال ۱۹۳۳ تأسیس شد.